# Philippe Brach
Pour les articles homonymes, voir Brach.
Philippe Brach, de son vrai nom Philippe Bouchard, est un auteur-compositeur-interprète québécois né le 22 juillet 1989 à Chicoutimi au Saguenay-Lac-Saint-Jean.

## Biographie
Philippe Brach fait ses premiers pas en chanson alors qu'il étudie au Cégep de Jonquière en technique de production télévisuelle. Il a notamment participé à la finale régionale de Cégeps en spectacle avec son groupe Buffet Froid.
Il se lance en solo en 2012 et participe conséquemment à une série de festivals et de concours. Dès l'année suivante, il a notamment gagné Ma première Place des Arts et le prix Sirius XM au Festival en chanson de Petite-Vallée. Il sera par la suite signé avec Spectra Musique et sortira sous leur étiquette son premier album La foire et l'ordre en avril 2014. Il gagne quelques semaines plus tard la grande finale des Francouvertes.
Ce premier album sera bien accueilli par le public et la critique, qui lui accorderont les prix de Révélation de l'année Radio-Canada, volet chanson 2015-2016 et de Révélation de l'année 2015 de l'ADISQ.
Fort d’une tournée l’ayant mené aux quatre coins du Québec, il sort Portraits de famine, en septembre 2015, un second opus sur lequel il a pu compter sur la collaboration de nul autre que Louis-Jean Cormier à la réalisation. Quelques semaines plus tard, il remporte le prix de la révélation de l'année au Gala de l'ADISQ.
En novembre 2017, il lance son 3e album en 3 ans et demi intitulé Le silence des troupeaux coréalisé avec Jesse Mac Cormack. Il s'empare de cinq Félix au Gala de l’ADISQ 2018 dans les catégories Album de l’année - Alternatif, Spectacle de l’année - Auteur-compositeur-interprète, Auteur ou compositeur de l’année, Arrangeur de l’année et Pochette de l’année.
À travers ses tournées, il crée des concerts conceptuels originaux comme Bienvenue à Enfant-Ville au Club Soda (2016), Mysterio Steve au Métropolis (2018), Boum Dang Sangsue à la Maison Symphonique (2019) et Le Show Chié aux Foufounes Électriques (2020). 
Il compose la musique du film documentaire Les Rose (2020), qui traite de la Crise d'Octobre de 1970,.
En 2023, cinq ans après la sortie de son dernier album, et près de trois ans après avoir quitté la vie publique suivant son Show Chié, période durant laquelle Brach part faire du travail communautaire dans les Hautes-Laurentides, celui-ci lance l'album Les gens qu'on aime. L'album aurait été écrit et composé sur une période de trois ans pendant la pause médiatique de Brach. Le processus d'enregistrement et de réalisation, quant à lui, aurait été fait « sur un coup de tête », entre janvier et février 2023.

## Prix et distinctions
Lauréat de Ma Première Place des Arts 2013
Lauréat du Festival en chanson de Petite-Vallée 2013
Lauréat des Francouvertes 2014
Révélation de l'année au Gala de l'ADISQ 2015
Révélation Chanson Radio-Canada 2015-2016